# På låven sitter nissen
På låven sitter nissen (= “Nel fienile sta seduto il nisse”) è un tradizionale canto natalizio norvegese, il cui testo è stato scritto da Margrethe Aabel Munthe (1860 – 1931) ed è apparso per la prima volta – con il titolo originale di Nissen og rotterne (= “Il nisse e i topi”) – nel 1911 in una raccolta di poesie della scrittrice, intitolata Saa leker vi litt! Sang- og Gymnastikleker. Il testo è accompagnato da una melodia tradizionale.

## Testo
Il testo parla di un nisse, l'elfo del folklore natalizio norvegese, che sta seduto in un fienile, consumando in tutta tranquillità un julegrøt, una pietanza tipica del Natale in Norvegia simile al porridge, quando improvvisamente viene disturbato da un gruppo di topi.
La scrittrice si rifà alla tradizione secondo cui, la Vigilia di Natale, il nisse va placato offrendogli una porzione di julegrøt.